# Enana Elíptica de Sagitario

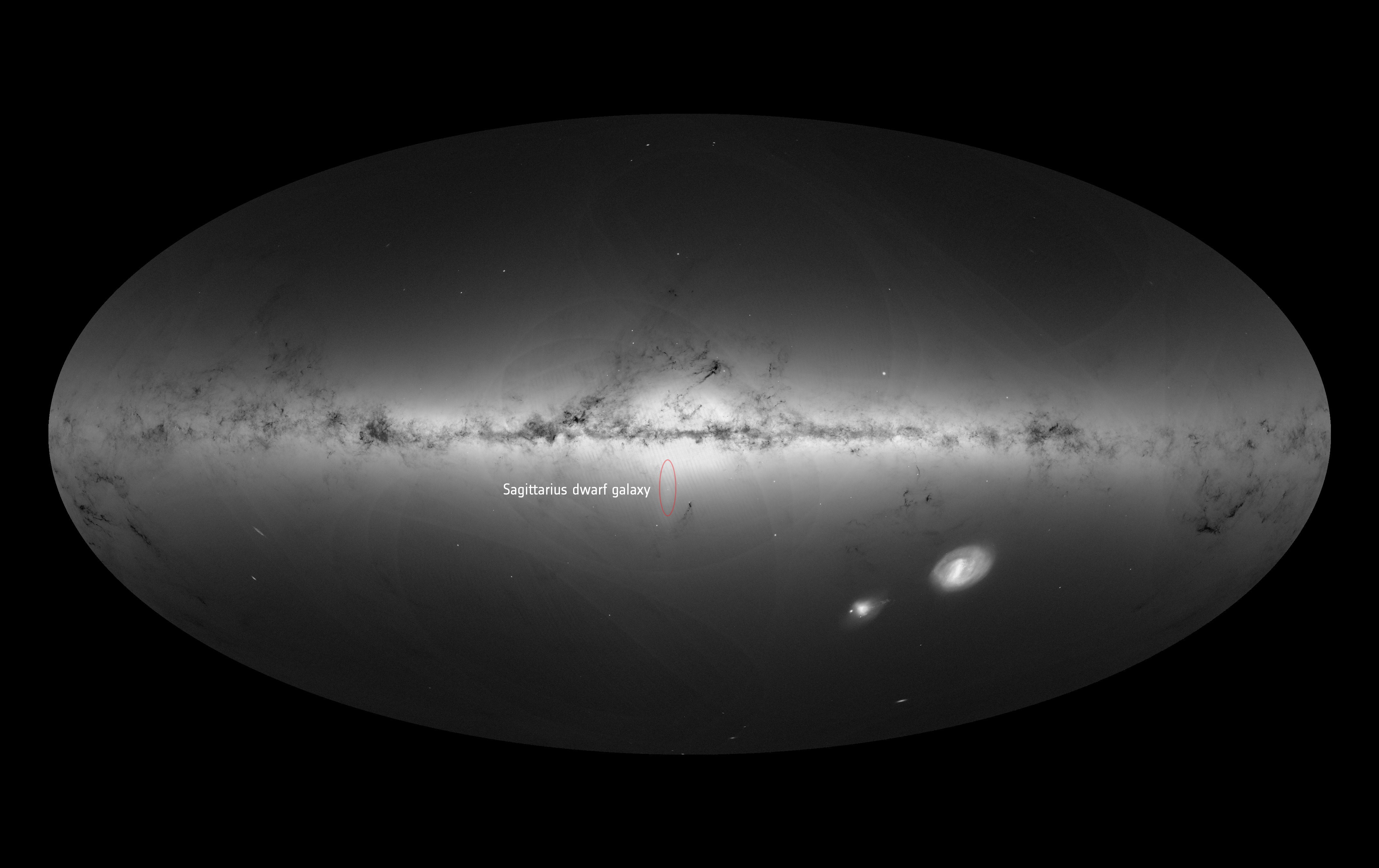
SagDEG vista por Gaia

La galaxia Enana Elíptica de Sagitario o SagDEG (Sagittarius Dwarf Elliptical Galaxy en inglés) es una galaxia satélite de la Vía Láctea. Con un diámetro de cerca de 10 000 años luz, se encuentra actualmente a 70 000 años luz de la Tierra y se mueve en una órbita polar a unos 50 000 años luz del centro de nuestra galaxia.
Descubierta en 1994 por Rodrigo Ibata, Mike Irwin y Gerry Gilmore, se trataba en el momento de su descubrimiento de la galaxia conocida más próxima a la nuestra — título que perdió en 2003 en provecho de la galaxia Enana del Can Mayor. Se sitúa en un emplazamiento opuesto al sistema solar en relación con el centro galáctico, lo que la convierte en un objeto muy difícil de observar, aunque cubra una región ancha del cielo.
SagDEG parece ser una antigua galaxia. Los análisis espectróscopicos parecen indicar que posee poco polvo interestelar y que está compuesta principalmente por estrellas de población II, viejas y pobres de metales.
SagDEG deberá atravesar el disco galáctico de la Vía Láctea en los próximos 100 millones de años y será finalmente absorbida por nuestra galaxia. Parece que en un principio se trataba de una galaxia enana esferoidal, pero ha sido estirada considerablemente por las fuerzas de marea de la Vía Láctea. Un gran número de sus estrellas y una corriente de gas parecen dispersos a lo largo de su órbita. Cuatro cúmulos globulares pertenecientes a la Vía Láctea tienen visiblemente su origen en SagDEG: M54, Arp2, Terzan 7 y Terzan 8. De hecho, se piensa que M54 forma parte de esta galaxia y no de la Vía Láctea, e incluso se ha sugerido que puede ser su núcleo.
Los estudios divergen sobre si SagDEG está en órbita desde hace tiempo alrededor de la Vía Láctea (algunos hablan de varios miles de millones de años) o si en cambio se trata de una compañera reciente.
Estudios recientes sugieren que esta galaxia era antes rica en materia oscura y que puede ser la responsable del aspecto de los brazos espirales de la Vía Láctea, acentuando su aspecto y formando estructuras anulares en sus regiones exteriores, estimando también que dentro de 10 millones de años chocará con el disco de nuestra galaxia.
Nota: SagDEG no debe ser confundida con SagDIG, la galaxia Enana Irregular de Sagitario, una pequeña galaxia distante unos 4 millones de años luz.